# 新蔡县
新蔡县是中国河南省驻马店市下辖的一个县，是河南省直管县，位于河南省东南部；洪河、汝河在境内汇合，与安徽省接壤。縣人民政府駐新正路中段。

## 政治

### 行政区划
新蔡县下辖4个街道办事处、11个镇、9个乡：
古吕街道、今是街道、月亮湾街道、砖店镇、陈店镇、佛阁寺镇、练村镇、棠村镇、韩集镇、龙口镇、李桥回族镇、黄楼镇、孙召镇、余店镇、河坞乡、关津乡、宋岗乡、顿岗乡、涧头乡、杨庄户乡、化庄乡、栎城乡和弥陀寺乡。

### 历届领导层
- 中国共产党新蔡县第十三届委员会

## 人口
根據第七次人口普查數據，截至2020年11月1日零時，新蔡縣常住人口為823829人。

## 交通
- 106国道过境。